# Trans-Mantsjoerische spoorlijn

Spoorkaart met het tracée van de Trans-Mantsjoerische spoorlijn

De Trans-Mantsjoerische spoorlijn is een spoorlijn in Rusland en de Volksrepubliek China. De lijn is een zijtak van de Trans-Siberische spoorlijn, die Moskou met Vladivostok verbindt. De lijn naar China buigt af bij Tarskaja, 100 kilometer ten oosten van Tsjita en vormt uiteindelijk de verbinding met de Chinese hoofdstad Peking. Het traject bestaat uit delen van verschillende spoorlijnen die later zijn samengevoegd, waaronder de Oostelijk Chinese Spoorwegen en Zuid-Mantsjoerische spoorlijn.

## Oostelijk Chinese Spoorwegen
Op 8 september 1896 tekenden Chinese en Russische vertegenwoordigers een contract. De Russen kregen het recht een spoorlijn aan te leggen op het grondgebied van Mantsjoerije. De Chinese vertegenwoordiger, Li Hongzhang, had twee belangrijke bepalingen laten opnemen, de spoorlijn moest worden gebouwd en beheerd door een private maatschappij en er mocht geen aftakking naar het zuiden komen. Op 29 december 1894 kondigde Rusland de aandelenemissie aan van de maatschappij. Er was echter geen tijd voor beleggers om hierop in te schrijven waardoor de uitgifte mislukt en alle aandelen - indirect - in handen van de Russische staat kwamen.
De Oostelijk Chinese Spoorwegen vormden een kortere verbinding voor de Trans-Siberische spoorlijn. Van Tsjita werd een spoorlijn aangelegd via Harbin naar Vladivostok, de belangrijkste Russische havenstad in het oosten. De lijn liep dwars door het noorden van Mantsjoerije. Het was zo'n 1200 kilometer lang, maar verkortte de reisafstand echter wel drastisch.
In 1897 werd begonnen met de aanleg van de spoorlijn op het traject van Tarskaja via Hailar, naar Harbin en Oessoeriejsk, dat niet op de Trans-Mantsjoerische spoorlijn ligt. In november 1901 werd het baanvak in gebruik genomen voor verkeer. 
Na 1924 kwam het beheer van de spoorlijn in gezamenlijke handen van de Sovjet-Unie en China. Na de stichting van Mantsjoekwo verkocht de Sovjet-Unie het aandeel aan de Japanse vazalstaat. Na de Japanse overgave in 1945 kwam het beheer weer in handen van de Sovjet-Unie en China.  Vanaf 1952 is de Volksrepubliek China de enige eigenaar en beheerder.

## Zuid-Mantsjoerische spoorlijn
In 1898 sloten het Keizerrijk Rusland en China het Verdrag voor de pacht van het schiereiland Liaodong. Hiermee kreeg Rusland voor een periode van 25 jaar het recht op gebruik van twee havens en mocht een spoorlijn van Harbin naar Lüshunkou (ook bekend als Port Arthur of Dalian) aanleggen. In hetzelfde jaar werd begonnen met de aanleg van de 900 kilometer lange spoorlijn. Dit is het tweede deel van de Trans-Mantsjoerische spoorlijn en vormt het traject waar de spoorlijn na de stad Harbin van het oosten naar het zuiden toe afbuigt. Het tweede deeltraject was een strategische belangrijke verbinding, omdat de ijsvrije haven Port Arthur door de Japanners en de Russen werd begeerd. Ze vormde een van de hevigste strijdgebieden in de Russisch-Japanse Oorlog (1904-1905).
In het vredesverdrag tussen Rusland en Japan was geregeld dat het deel van de spoorlijn tussen Changchun en Dalian over zou gaan naar Japan. Voor het beheer werd de Zuid-Mantsjoerische Spoorweg Maatschappij (vaak afgekort tot Mantetsu) opgericht. De spoorlijn werd oorspronkelijk met Russisch breedspoor aangelegd. Na de verovering van Mantsjoerije door Japan en de oprichting van het keizerrijk Mandsjoekwo als Japanse vazalstaat werd de lijn tussen 1931 en 1935 omgespoord naar normaalspoor. Op het grenstraject tussen Suifenhe en Grodekovo ligt zowel normaal- als breedspoor.
In 1945 verklaarde de Sovjet-Unie de oorlog aan Japan. In augustus startte Operatie Augustusstorm en binnen een maand was heel Mantsjoerije in Sovjet handen. Bruikbaar spoorwegmaterieel werd afgevoerd naar de Sovjet-Unie als herstelbetaling. Na de terugtrekking van de Sovjet soldaten kwam de spoorlijn in Chinese handen.